# 米代恭
米代 恭（よねしろ きょう、1991年 - ）は、日本の漫画家。東京都出身。

## 来歴
『いつかのあの子』がアフタヌーン四季賞2011年秋のコンテスト佳作を受賞。同作が『月刊アフタヌーン』2012年4月号に掲載される。受賞した際は美術大学に在学中だったが、デビューを契機に中退する。
『月刊!スピリッツ』で2015年10月号から2018年4月号まで『あげくの果てのカノン』が連載された。
『ビッグコミックスピリッツ』で2020年13号から2023年34号まで『往生際の意味を知れ!』が連載された。同作は2023年3月には実写ドラマ化された。

## 作品リスト
- いつかのあの子（『月刊アフタヌーン』2012年4月号）
- おとこのことおんなのこ（『太田出版』、全1巻）
- 僕は犬（『Champion タップ!』2014年2月6日 - 2014年8月7日、全1巻）
- あげくの果てのカノン（『月刊!スピリッツ』2015年10月号 - 2018年4月号、全5巻）
- 往生際の意味を知れ!（『ビッグコミックスピリッツ』2020年13号[4] - 2023年34号[5]、全8巻）